# К-125
Die К-125 ist ein zwischen 1946 und 1955 gebautes Motorrad der Marke Kowrowez (russisch Ковровец) des sowjetischen Herstellers Degtjarjowwerk aus Kowrow.
Das Modell ist ein Nachbau der unter Leitung von Hermann Weber konstruierten und von 1940 bis 1944 von der Auto Union AG im DKW-Stammwerk Zschopau gebauten DKW RT 125, deren Konstruktion nach dem Ende des Zweiten Weltkriegs nicht mehr geschützt (a) war und von verschiedenen Herstellern in mehreren Ländern nachgebaut wurde.
Nach einer Überarbeitung erhielten die Modelle ab Baujahr 1952 die Bezeichnung К-125M.

## Modellgeschichte und Technik
Die modernen Fertigungsanlagen des ehemaligen DKW-Stammwerks wurden ab 3. Juli 1945 auf Befehl der Sowjetischen Militäradministration in Deutschland (SMAD) als Reparationsleistung bis zum 24. April 1946 komplett demontiert und in die Sowjetunion transportiert.
In Ischewsk im Ischmasch-Werk wurden Teile des Maschinenparks unter Anleitung einer Gruppe von zwangsverpflichteten DKW-Ingenieuren aufgebaut und wieder in Betrieb genommen. Damit wurde die ISCH-350 nach Vorkriegsplänen der DKW NZ 350 produziert. Ein anderer Teil der Maschinen wurde zunächst in Moskau verwendet, mit ihnen wurde die M1A „Moskwa“ nach Vorkriegsplänen der DKW RT 125 hergestellt. Andere Teile der Fertigungsanlagen gelangten in das Degtjarjowwerk in Kowrow, wo ab 1946 ebenfalls auf Grundlage der RT 125 die К-125 hergestellt wurde.
Am 7. März 1946 wies Werksdirektor W. I. Fomin die Motorradproduktion an und bereits ab Ende 1946 wurde die К-125 in Serie hergestellt; bis Jahresende 1946 wurden 279 Motorräder endmontiert.
Sozusagen in der Sowjetunion weitergebaut, hatte die К-125 die gleichen Merkmale wie die RT 125:
Einrohrrahmen mit Unterzug; Parallelogrammgabel mit Tonnenfeder als Vorderradführung, ungefederte Radaufhängung des Hinterrads; fahrtwindgekühlter Einzylinder-Zweitaktmotor mit Schnürle-Umkehrspülung und Flachkolben (Motorblock und Zylinderkopf aus einer Aluminiumlegierung, Zylinder aus Grauguss), Gemischschmierung.
Die Antriebskraft wird vom Motor über eine Lamellenkupplung mit 3 Lamellen an das Getriebe (Primärtrieb) und von dort an das Hinterrad (Sekundärantrieb) jeweils mit einer Kette übertragen.
Wie die RT 125 konnte das Motorrad wahlweise mit einem Soziussattel und -fußrasten ausgestattet werden.
Die К-125 und die ebenfalls ab 1946 gebaute M1A sind im Aufbau fast gleich. Die Unterschiede betreffen vor allem die elektrische Ausrüstung: Bei der M1A befanden sich Zündschloss und die Kontrollleuchten im Scheinwerfergehäuse, während sie bei der К-125 wie beim deutschen Vorbild in den Spulenkasten unterhalb des Sattels eingefügt waren. Die ersten К-125-Motorräder wurden teilweise mit aus in Deutschland übernommenen Teilebeständen gebaut. Bemerkenswert ist, dass der Rohrlenker aus drei Einzelteilen besteht, die durch Gasschmelzschweißen verbunden wurden.
Die ersten Modelle litten an Qualitätsmängeln verwendeter Befestigungselemente, was dazu führte, dass sie sich mitunter während der Fahrt lockerten oder sogar lösten. Mit später dafür neu angeschafften Werkzeugmaschinen wurden diese Probleme beherrschbar.
Ende des Jahres 1951 wurde das Motorrad überarbeitet. Die Parallelogrammgabel wich einer Teleskopgabel mit hydraulischer Dämpfung, die auch einen Lenkanschlag aufwies. Am Tank wurden Kniekissen angebracht. Ferner wurde der Lenker jetzt aus einem Stück Rohr gebogen und der seitlich nahe des Hinterrads angebrachte Werkzeugkasten war größer gestaltet. Die Modellbezeichnung änderte sich zu К-125M.
Die К-125 wie auch die К-125M waren nur in einheitlich schwarzer Lackierung erhältlich. Auf Kotflügel und Tankseiten waren in Handarbeit weiße Zierlinien aufgemalt. Ausgenommen die ersten Serienmodelle, zierten die Tankseiten jeweils ein stilisierter Stern mit Kometenschweif, in dem das Kürzel К-125 stand.
Die Motorräder waren in Kleinserie auch in dafür angepassten Ausführungen für Motorradsport erhältlich. Sie waren gewichtsreduziert und die Motoren leistungsgesteigert.
Das Nachfolgemodell К-55 lehnte sich in der Rahmenkonstruktion an die К-125M an, das Heckteil war mit Langarmschwinge und Federbeinen jedoch neu gestaltet. Der Motor wurde sozusagen unverändert weiterverwendet.

## Technische Daten

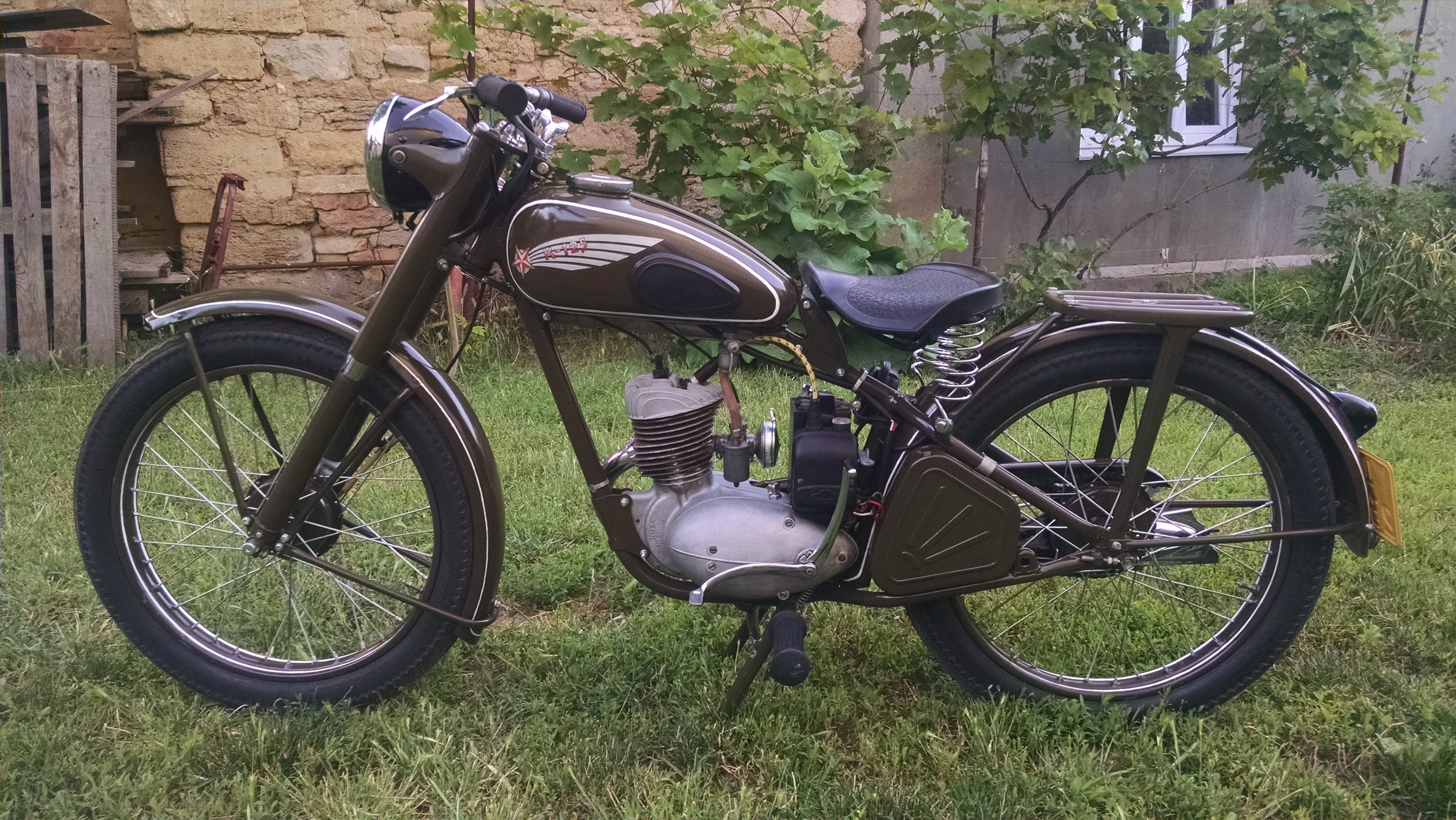
К-125M, Baujahr 1955

|                       | К-125                                                     | К-125M                                                    |
| --------------------- | --------------------------------------------------------- | --------------------------------------------------------- |
| Baujahre              | 1946–1952                                                 | 1952–1955                                                 |
| Motor                 | fahrtwindgekühlter Einzylinder-Zweitaktmotor, Kickstarter | fahrtwindgekühlter Einzylinder-Zweitaktmotor, Kickstarter |
| Steuerung             | Schlitzsteuerung                                          | Schlitzsteuerung                                          |
| Ladungswechsel        | Umkehrspülung                                             | Umkehrspülung                                             |
| Bohrung × Hub         | 52 × 58 mm                                                | 52 × 58 mm                                                |
| Hubraum               | 123 cm³                                                   | 123 cm³                                                   |
| Verdichtung           | 6,5 : 1                                                   | 6,5 : 1                                                   |
| Nennleistung          | 4,25 PS (3,1 kW) bei 4800/min                             | 4,25 PS (3,1 kW) bei 4800/min                             |
| max. Drehmoment       | 0,82 kpm (8 Nm) bei 3400/min                              | 0,82 kpm (8 Nm) bei 3400/min                              |
| Vergaser              | K-30                                                      | K-30                                                      |
| Schmierung            | Zweitaktgemisch 1 : 25                                    | Zweitaktgemisch 1 : 25                                    |
| Zündung               | Batteriezündung                                           | Batteriezündung                                           |
| Lichtmaschine         | 6 V – 35 W                                                | 6 V – 35 W                                                |
| Bordspannung          | 6 V                                                       | 6 V                                                       |
| Kupplung              | Mehrscheibenkupplung im Ölbad                             | Mehrscheibenkupplung im Ölbad                             |
| Getriebe              | 3-Gang mit Fußschaltung                                   | 3-Gang mit Fußschaltung                                   |
| Endantrieb            | Kette                                                     | Kette                                                     |
| Rahmen                | Einrohrrahmen mit Unterzug                                | Einrohrrahmen mit Unterzug                                |
| Maße (L × B × H)      | 1950 × 675 × 970 mm                                       | 1950 × 675 × 970 mm                                       |
| Radstand              | 1245 mm                                                   | 1245 mm                                                   |
| Radaufhängung vorn    | Parallelogrammgabel mit Tonnenfeder                       | Teleskopgabel, hydraulisch gedämpft                       |
| Radaufhängung hinten  | Starrrahmen                                               | Starrrahmen                                               |
| Felgengröße vorn      | Drahtspeichenrad, 19″                                     | Drahtspeichenrad, 19″                                     |
| Felgengröße hinten    | Drahtspeichenrad, 19″                                     | Drahtspeichenrad, 19″                                     |
| Bereifung vorn        | 2,50–19″                                                  | 2,50–19″                                                  |
| Bereifung hinten      | 2,50–19″                                                  | 2,50–19″                                                  |
| Bremse vorn           | Innenbacken-Trommelbremse (Halbnabe)                      | Innenbacken-Trommelbremse (Halbnabe)                      |
| Bremse hinten         | Innenbacken-Trommelbremse (Halbnabe)                      | Innenbacken-Trommelbremse (Halbnabe)                      |
| Leergewicht           | 80 kg                                                     | 84 kg                                                     |
| zul. Gesamtgewicht    | 230 kg                                                    | 234 kg                                                    |
| Tankinhalt            | 9 l                                                       | 9 l                                                       |
| Höchstgeschwindigkeit | 70 km/h                                                   | 70 km/h                                                   |